# Windsor Arch Ka I
Il Windsor Arch Ka I (cinese: 藍白; in italiano: bianco blu, i colori sociali) è una squadra di calcio di Macao. Milita nel campionato di calcio di Macao, che ha vinto in tre edizioni consecutive.

## Palmarès
- 3 Campionati di Macao:

2010, 2011, 2012

## Squadra attuale
| N. |                        | Ruolo | Calciatore        |
| -- | ---------------------- | ----- | ----------------- |
| 1  | Macao (bandiera)       | P     | Tam Heng Wa       |
| 2  | Angola (bandiera)      | D     | Augusto Fernandes |
| 3  | Macao (bandiera)       | D     | Ku Weng Nin       |
| 4  | Stati Uniti (bandiera) | A     | Kyle Kern         |
| 5  | Brasile (bandiera)     | D     | Lucas de Souza    |
| 7  | Brasile (bandiera)     | C     | Felipe Ritchie    |
| 10 | Macao (bandiera)       | A     | Niki Torrão       |
| 11 | Brasile (bandiera)     | A     | Gustavo           |

| N. |                     | Ruolo | Calciatore       |
| -- | ------------------- | ----- | ---------------- |
| 12 | Paraguay (bandiera) | C     | Jorge Galeano    |
| 13 | Macao (bandiera)    | A     | Iek Kim Pang     |
| 15 | Macao (bandiera)    | D     | Chan Hok Kin     |
| 16 | Macao (bandiera)    | D     | Kwok Siu Tin     |
| 17 | Macao (bandiera)    | A     | Pang Chin Hang   |
| 18 | Brasile (bandiera)  | C     | Gil Ferreira     |
| 19 | Brasile (bandiera)  | C     | Jé               |
| 21 | Brasile (bandiera)  | C     | Fábio Ritchie    |
| 25 | Brasile (bandiera)  | C     | Alexsandro Silva |